# Paseo de la Breña
El Paseo de la Breña es una avenida de la ciudad de Huancayo, en el Perú. Se extiende de suroeste a noreste a lo largo de ocho  cuadras y comunica la Plaza Constitución con el Cementerio General.
Se inicia en la calle Real, siguiendo el trazo de la Avenida Giráldez, y se extiende hacia el oeste hasta el Cementerio General de Huancayo. La intersección de esta vía con la Calle Real y la Avenida Giráldez, en la esquina sur de la Plaza Constitución es el principal espacio público de la ciudad y uno de los puntos críticos con relación al transporte de vehículos y personas.

## Nomenclatura
Originalmente, la vía se llamó "Jirón Callao" en referencia a la Provincia Constitucional del Callao dentro del movimiento de nombrar las vías de la ciudad con departamentos del Perú. A mediados del siglo XX, el consejo municipal dispuso cambiar dicho nombre a la vez que realizar un proceso de ensanchamiento de la vía y convertirla en un "paseo" y se le nombró en honor a la Campaña de la Breña de la Guerra del Pacífico, última campaña militar del conflicto que se peleó principalmente en territorios del departamento de Junín.

## Historia
La vía que actualmente conforma tanto la Avenida Giráldez como el Paseo de la Breña es una de las vías más antiguas de la ciudad. Se tiene sabido que desde 1572 se inició la construcción de la ciudad conforme al modelo de damero español desde la Calle Real que es la que articuló el crecimiento urbano. Hacia el siglo XIX ya se tenía conocimiento que las calles habían adquirido nombres republicanos formados, al igual que  lo realizado en el Lima donde se dejaron de lado los antiguos nombres y se empezaron a utilizar nombres de departamentos y provincias y esta vía tenía el nombre de Jirón Callao. Hacia 1900 se propuso a nivel del consejo municipal que las calles cambiaran de nombre en la Calle Real. Las calles ubicadas hacia el oeste mantendrían su nombre y las ubicadas al este recibirían otro. La única vía en que ello se llevó adelante fue el entonces Jirón Callao que, en el segmento que va hacia el este, fue denominado como "Avenida Giráldez".
En esos años la ciudad aún era pequeña y, las calles hacia el oeste tenían apenas pocas cuadras. Así, el jirón Callao, a mediados del siglo XIX llegaba hasta poco más allá del actual jirón Junín (cinco cuadras).Esta zona, a pesar de mantener el patro urbanístico de la época de fundación de la ciudad, estaba aún llena de galpones dedicados a la agricultura. A mediados del siglo XX se produjo el ensanchamiento y el cambio de nombre de la vía que comunicaba la plaza Constitución con el Cementerio General de Huancayo.

## Recorrido

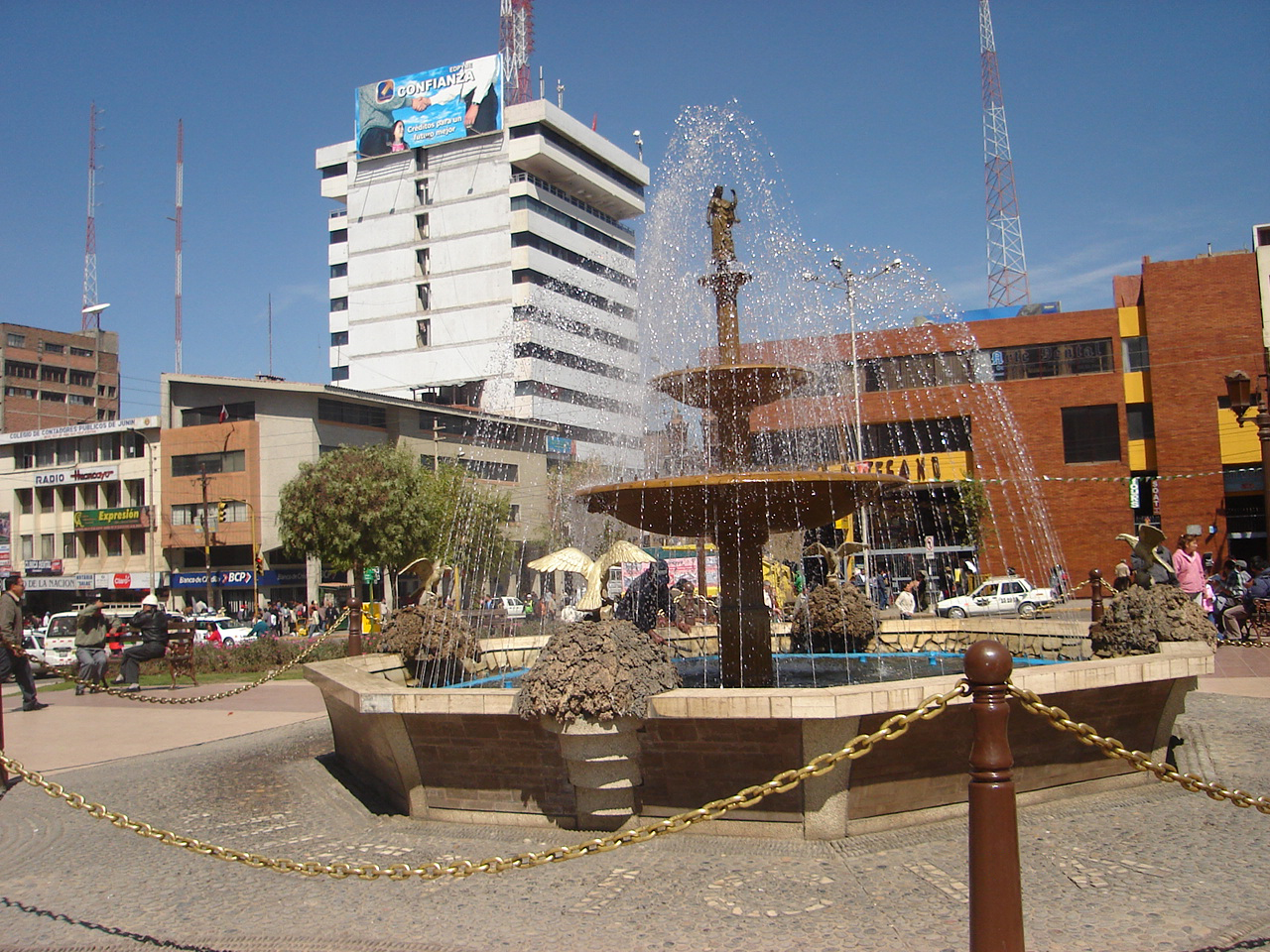
Vista de la pileta de la Plaza Constitución y, al fondo, el edificio "Breña"

La avenida inicia en la esquina con la Calle Real.  En su acera sur se encuentra el edificio "Breña" construido en los años 1970 y que llegó a ser el edificio más alto de la ciudad con catorce pisos y más de 40 metros de altura, calificación que perdió el 2015. Durante mucho tiempo, a pesar de destacar por su altura, se mantuvo inconcluso. En su tercera cuadra (entre los jirones Moquegua y Libertad) se encuentra el Colegio Nuestra Señora del Rosario, tradicional centro educativo público de mujeres y en su quinta cuadra se levanta (entre el jirón Junín y la Avenida Huancavelica) el Hospital Materno-Infantil El Carmen. Al final de su octava cuadra, la misma que mantiene el carácter comercial de la vía pero con mayor presencia de viviendas, se encuentra el Cementerio General de Huancayo, principal camposanto de la ciudad.